# Lepidiota podicalis
Lepidiota podicalis är en skalbaggsart som beskrevs av Moser 1913. Lepidiota podicalis ingår i släktet Lepidiota och familjen Melolonthidae. Inga underarter finns listade i Catalogue of Life.